# Barcelona S.C.
Barcelona Sporting Club (phát âm tiếng Tây Ban Nha: [baɾseˈlona]) là một câu lạc bộ thể thao của Ecuador có trụ sở tại Guayaquil, được biết đến nhiều nhất với đội bóng đá chuyên nghiệp của họ. Tên quốc tế của câu lạc bộ này là Barcelona de Ecuador hoặc Barcelona de Guayaquil nhưng ở Ecuador, họ đơn giản được gọi là Barcelona (BSC). Câu lạc bộ bóng đá của họ hiện đang chơi tại Serie A, giải đấu cao nhất của Ecuador và đặc biệt họ là câu lạc bộ duy nhất trong lịch sử cho đến nay không phải xuống hạng ở Serie B.
Barcelona de Guayaquil là đội bóng thành công nhất ở Ecuador, khi đã kỷ lục giành được 15 danh hiệu Serie A, gần đây nhất vào năm 2016. Họ cũng đã giành được sáu danh hiệu tầm cỡ khu vực (5 danh hiệu trong kỷ nguyên chuyên nghiệp), và là câu lạc bộ đầu tiên của Ecuador lọt vào trận chung kết Copa Libertadores.
Câu lạc bộ được thành lập vào ngày 1 tháng 5 năm 1925 bởi Eutimio Pérez, một người nhập cư tới từ Tây Ban Nha, người đã đặt tên cho câu lạc bộ theo tên thành phố Barcelona quê hương ông. Kể từ đó, Barcelona de Guayaquil trở thành câu lạc bộ nổi tiếng nhất Ecuador. Câu lạc bộ này được coi là kình địch lâu đời với Emelec, và trận đấu của hai đội bóng này được gọi là "Clásico del Astillero". Sân nhà của Barcelona de Guayaquil là Sân vận động tượng đài Banco Pichincha, sân vận động lớn nhất Ecuador.
Ngoài bóng đá, câu lạc bộ còn có các đội chuyên nghiệp trong các môn thể thao khác gồm bóng rổ, bowling, boxing, bơi lội, bóng chuyền, bóng chày, điền kinh và tennis. Năm 2008, đội bóng rổ của họ cũng đã giành chức vô địch Giải bóng rổ quốc gia Ecuador.

## Lịch sử

### Nền tảng những năm đầu (1925–1969)
Barcelona Sporting Club (BSC) được thành lập vào ngày 1 tháng 5 năm 1925 bởi Eutimio Pérez, một người nhập cư Tây Ban Nha đã quyết định đặt tên cho câu lạc bộ theo tên thành phố quê hương ông ở Barcelona, Tây Ban Nha. Đội được đặt tên sau khi Pérez trở lại Ecuador và chính vì vậy mà logo của đội bóng cũng có đỉnh nhọn giống với của Barça. Câu lạc bộ đã thi đấu trong giải đấu nghiệp dư cấp tỉnh do Hiệp hội bóng đá Guayas (AFG) tổ chức, quy tụ các đội bóng khắp tỉnh Guayas ở Ecuador. Trong những năm 1940, sự nổi tiếng của BSB đã tăng lên đáng kể do các trận đấu với các đội Colombia đáng chú ý khác, chẳng hạn như Deportivo Cali và Millionarios, hai trong số những đội bóng hàng đầu trong giai đoạn kỷ nguyên vàng của bóng đá Colombia. BSB đã đánh bại Millionario hai lần tại Guayaquil với tỉ số lần lượt là 3–2 và 1–0.
Một sự thật kỳ lạ là mọi thứ của câu lạc bộ bắt đầu cùng một nơi với câu lạc bộ cuối cùng được coi là đối thủ đáng gờm nhất kể từ khi được thành lập, đó là C.S. Emelec, vì cả hai câu lạc bộ đều được sinh ra từ cùng một khu phố của thành phố Guayaquil. Năm 1950, Barcelona de Guayaquil giành được danh hiệu nghiệp dư AFG đầu tiên. Một năm sau đó, hiệp hội bóng đá chuyển dần sang chuyên nghiệp và từ năm 1951 đến 1967, BSB giành được 5 danh hiệu vô địch chuyên nghiệp cấp khu vực, 6 lần giành vị trí Á quân vượt qua đối thủ cùng thị trấn Emelec về số danh hiệu. Năm 1957, với tư cách là một trong hai đội bóng của giải đấu khu vực Guayas có thành tích tốt nhất, BSB được mời tham gia Serie A của Ecuador mới được tổ chức. Danh hiệu vô địch là sự canh tranh của các đội bóng tới từ hai giải đấu AFG, Interandino cùng các đội bóng tới từ hai thành phố Quito và Ambato. BSB kết thúc giải đấu ở vị trí thứ hai ngay trong lần đầu tiên tham dự. Đến năm 1960, câu lạc bộ có danh hiệu vô địch quốc gia đầu tiên, cùng với đó họ trở thành đội bóng đầu tiên đại diện cho Ecuador thi đấu tại Copa Libertadores.

### Thành công cho đến tự vấp ngã (thập niên 1970)
Đến thập niên 1970, câu lạc bộ đã trở thành một trong những đội bóng nổi tiếng nhất Ecuador sau khi giành được một số giải vô địch quốc gia và tỉnh. Mặc dù thành công ở giải trong nước, nhưng màn trình diễn của họ tại Copa Libertadores là không thật sự ấn tượng khi sớm phải nói lời chia tay với giải. Điều đó đã thay đổi vào năm 1971, khi họ lọt vào bán kết của giải đấu với đội hình toàn các ngôi sao như cầu thủ quốc tế người Brazil Jose Paes, cầu thủ từng tham dự World Cup 1970 người Peru Pedro Pablo León, và đặc biệt là huyền thoại bóng đá người Ecuador Alberto Spencer. Mặc dù họ không thể lọt vào trận chung kết, nhưng tại thời điểm đó Estudiantes de La Plata của Argentina là đội bóng đã bất bại bốn năm liên tiếp trong các trận đấu trên sân nhà ở Copa Libertadores, BSB đã đánh bại đội bóng đã từng ba lần vô địch giải đấu với tỉ số 1-0 ngay trên thánh địa của đối thủ ở La Plata. Năm 1972, họ một lần nữa lọt vào bán kết, chính thức khẳng định mình trên đấu trường quốc tế.
Hai năm đầu của thập kỷ 1970 hoàn toàn trái ngược với giai đoạn còn lại. Sau mùa giải năm 1972, câu lạc bộ bước vào giai đoạn khát danh hiệu kéo dài 9 năm. BSB đã không giành được một danh hiệu quốc gia nào, và cũng không đủ điều kiện để tham dự Copa Libertadores cho đến những năm 1980.

### Sự hồi sinh (thập niên 1980)
Trong những năm 1980, câu lạc bộ rũ bỏ bộ mặt của thập kỷ trước và hồi sinh cả trên đấu trường quốc tế lẫn trong nước. Năm 1980, đội giành được danh hiệu quốc gia đầu tiên kể từ năm 1971 và tiếp tục giành thêm bốn danh hiệu trước khi kết thúc thập kỷ biến thập niên 1980 thành giai đoạn thành công nhất của cậu lạc bộ về số danh hiệu quốc gia. BSB đã trở thành đội bóng đầu tiên của Ecuador giành được 10 chức vô địch quốc gia. Trong giai đoạn này, câu lạc bộ đã thi đấu trong sáu mùa giải Copa Libertadores, lọt vào bán kết hai lần vào các năm 1986 và 1987.
Năm 1987, câu lạc bộ đã khánh thành một sân nhà mới, Estadio Monumental. Với sức chứa gần 90.000 khán giả, đây là sân vận động lớn nhất tại Ecuador và lớn thứ hai Nam Mỹ, sau Estádio do Maracanã ở Rio de Janeiro.

### Những năm vinh quang (thập niên 1990)
Năm 1990, dưới thời tân chủ tịch và với tham vọng mạnh mẽ chinh phục chiếc cúp Libertadores danh giá, câu lạc bộ đã đưa về những cầu thủ quốc tế rất đáng chú ý như nhà vô địch World Cup 1986 người Argentina Marcelo Trobbiani, Alberto Acosta và tuyển thủ Uruguay Marcelo Saralegui. Với các cầu thủ nước ngoài chất lượng và một loạt các cầu thủ trẻ kết hợp với lứa cầu thủ giàu kinh nghiệm của Ecuador, họ đã thi đấu một mùa giải tuyệt vời. Tại mùa giải Copa Libertadores 1990, BSB đã xuất sắc đánh bại River Plate trong loạt sút luân lưu để lần đầu tiên lọt vào trận chung kết. Thật không may khi họ cuối cùng đã bị sẩy chân trước Club Olimpia của Paraguay với tỉ số 0-2 trên sân khách và hòa 1-1 trên sân nhà. Nhiều người cho rằng, trọng tài đã tác động để đem đến kết quả có lợi cho đội bóng tới từ Paraguay. Nhưng với danh hiệu Á quân, cuối cùng họ đã được xem là một trong những đội bóng mạnh và đáng ngưỡng mộ nhất ở Nam Mỹ.
Năm 1992, họ tiếp tục đánh bại đương kim vô địch Colo-Colo của Chile và lọt vào bán kết Copa Libertadores nhưng một lần nữa họ phải dừng chân trước São Paulo quá mạnh mẽ, lúc đó đang được huấn luyện bởi Telê Santana. Trong đội hình của đội bóng đánh bại BSB năm đó có những cái tên như Zetti, Cafu, Raí, Müller và Palhinha.
Thập kỷ này cũng đã có một mặt tối không thể phủ nhận trong lịch sử của đội. Vào ngày 26 tháng 12 năm 1993, ba ngày sau khi câu lạc bộ giành được vị trí thứ hai ở giải vô địch quốc gia Ecuador và giành một suất dự Copa Libertadores mùa giải sau, tiền đạo người Ecuador Carlos Muñoz đã qua đời ở tuổi 26 trong một tai nạn xe hơi.
Sau khi giành được chức vô địch quốc gia Ecuador vào năm 1997 với sự có mặt của những tuyển thủ như Marco Etcheverry, Antony de Ávila và Agustín Delgado, câu lạc bộ đã tiếp tục chinh phục Copa Libertadores 1998 nhưng với việc hầu hết các cầu thủ trụ cột đã ra đi. Trái ngược với những dự đoán trước đó, BSB có lần thứ hai trong lịch sử vào đến trận chung kết. Lần này họ lại tiếp tục để vuột mất chức vô địch sau khi thua cả hai lượt trận trước CR Vasco da Gama của Brazil với tỉ số lần lượt 2-0 trên sân khách và 2-1 trên sân nhà.

### Khát danh hiệu (1998–2012)
Câu lạc bộ đã không giành được một danh hiệu quốc gia nào trong 14 năm kể từ năm 1997 và cũng chỉ có hai lần góp mặt tại Copa Libertadores trong những năm 2000. Mặc dù thiếu các danh hiệu trong những năm gần đây, BSB vẫn là một trong những đội bóng thành công nhất giải đấu, đồng thời họ cũng là đội bóng đóng góp cầu thủ hàng đầu cho đội tuyển quốc gia Ecuador. Trận derby giữa câu lạc bộ với Emelec là trận đấu hấp dẫn nhất Ecuador.

### Thời kỳ Maruri và Harb (2007–2011)
Trong tháng 11 năm 2007, Eduardo Maruri được bầu làm chủ tịch Barcelona giai đoạn 2007–11. Maruri và Noboa (phó chủ tịch Barcelona) đã đưa ra khẩu hiệu La Renovación (Sự cải cách) qua đó hứa hẹn sẽ mang về những cầu thủ quốc tế đẳng cấp cũng như những cầu thủ giỏi nhất của Ecuador và dọn dẹp mớ hỗn độn đã ngăn Barcelona vươn tới những danh hiệu quốc gia. Tuy nhiên, năm 2009 là mùa giải tồi tệ nhất của Barcelona trong lịch sử câu lạc bộ tại Serie A. Những câu lạc bộ như Deportivo Quito, ESPOLI, Deportivo Cuenca và LDU Portoviejo sau đó bày tỏ mối quan ngại của họ, đó là nếu Barcelona xuống hạng sẽ ảnh hưởng rất lớn đến tình hình kinh tế của các đội bóng, vì khi họ thi đấu trên sân nhà gặp Barcelona, điều đó đảm bảo với việc vé vào sân gần như được bán hết sạch, do Barcelona có nhiều người hâm mộ nhất Ecuador. Vào ngày 3 tháng 10 năm 2009, hơn 70.000 người hâm mộ đã có mặt tại sân vận động Estadio Monumental Banco del Pichincha để cổ vũ cho El Idolo del Ecuador chiến thắng để không bị xuống hạng Serie B. Trong một trận đấu căng thẳng, Barcelona đã đánh bại L.D.U. Portoviejo với tỉ số 2–0 nhờ các bàn thắng của José Luis Perlaza và Juan Samudio. Nhờ đó mà câu lạc bộ trụ hạng thành công và là câu lạc bộ của Ecuador duy nhất chưa bao giờ xuống hạng.
Ngày 5 tháng 11 năm 2009, chủ tịch của Barcelona đã tuyên bố ký kết thành công với tổ chức truyền thông đa phương tiện Mediapro tới từ Tây Ban Nha. Tổ chức này có nhiệm vụ làm cố vấn và hướng dẫn câu lạc bộ trong thập kỷ mới trên các khía cạnh quảng cáo, tài chính và thể thao. Điều này được thực hiện với hy vọng đưa Barcelona nổi tiếng trở lại tầm cỡ quốc tế và mang đến cho người hâm mộ những gì họ mong muốn nhất, danh hiệu quốc nội thứ 14. Tuy nhiên, Eduardo Maruri đã từ chức chủ tịch của Barcelona trong cuộc họp báo bất ngờ vào ngày 22 tháng 12 năm 2010, với lý do là về "vấn đề gia đình". Maruri đã từ chức một năm trước khi nhiệm kỳ kết thúc. Juan Carlos Estrada sau đó được chỉ định là tân chủ tịch của câu lạc bộ. Estrada cũng đã từ chức vào ngày hôm sau và Alfonso Harb Viteri đảm nhận chức chủ tịch. Harb tuyên bố rằng ông cũng sẽ từ chức và câu lạc bộ sẽ bầu ra chủ tịch mới được tiến hành vào ngày 11 tháng 6 năm sau.

### Thời kỳ Noboa (2011–2015)
Doanh nhân Antonio Noboa với khẩu hiệu Primero Barcelona đã đánh bại đối thủ Jose Herrera và tuyên thệ nhậm chức chủ tịch mới của BSB vào ngày 11 tháng 6 năm 2011. Trong kỷ nguyên Noboa, Barcelona đã giành được Serie A 2012, chấm dứt thời kỳ 14 năm khát danh hiệu.

### Thời kỳ Cevallos (2015–nay)
Cựu thủ môn Jose Francisco Cevallos đảm nhận chức chủ tịch của Barcelona vào ngày 13 tháng 12 năm 2015, bắt đầu với trận đấu gặp Universidad Católica tại sân nhà Barcelona, "El Monumental". Nhiệm kỳ của ông kết thúc vào năm 2020.